# كنيسة الشفاعة (كونستانتينوفسك)
كنيسة الشفاعة (بالروسية: Храм Покрова Пресвятой Богородицы)، هي كنيسة روسية أرثوذكسية تقع في كونستانتينوفسك، روستوف أوبلاست، روسيا، اكتمل بناؤها عام 1912.

## تاريخ

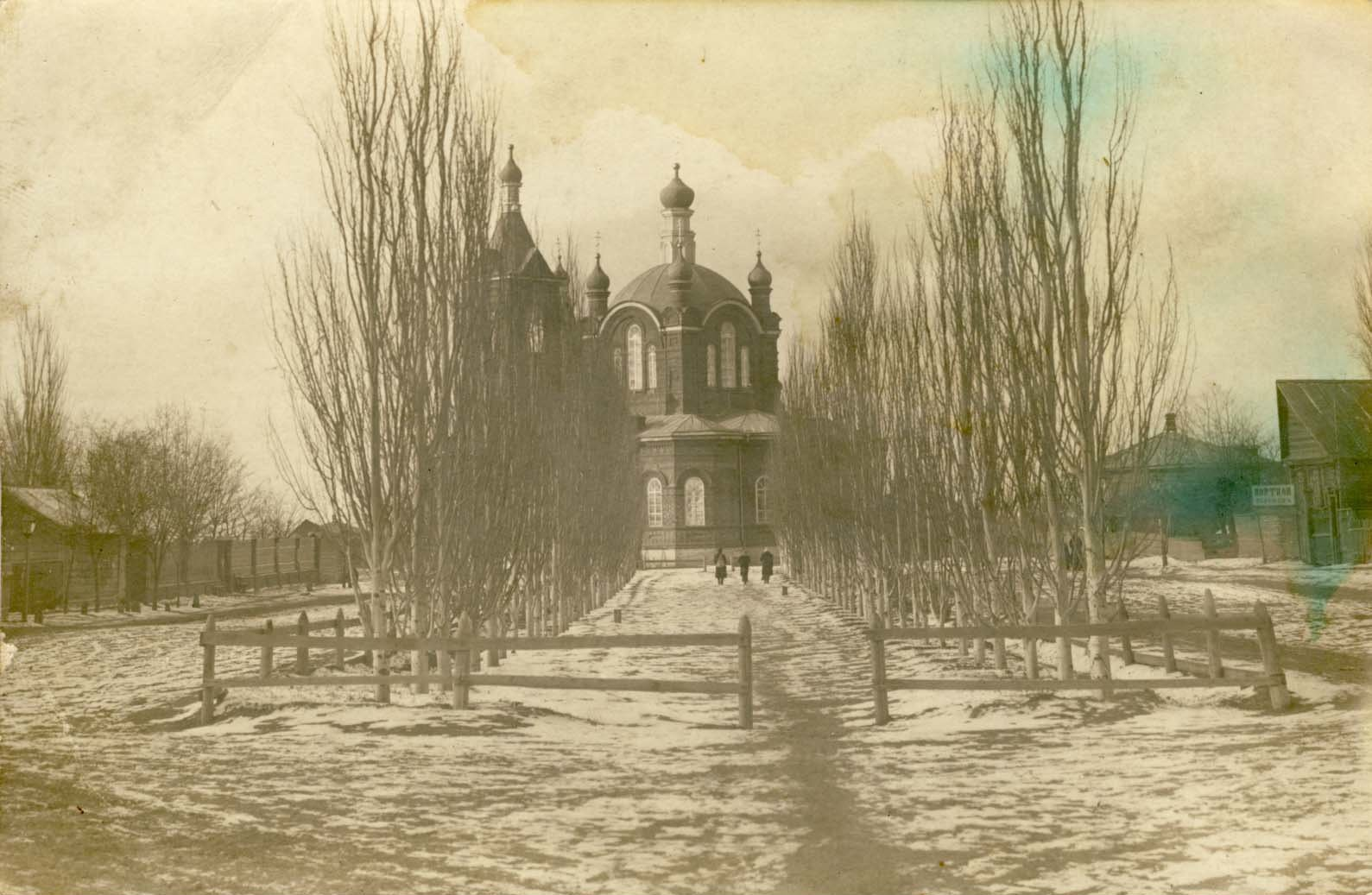
كنيسة الشفاعة

بدأ بناء الكنيسة في ربيع عام 1907 على مشروع المهندس المعماري بيوتر ستودنيكين، وتم الانتهاء من المبنى في عام 1912.
في عام 1930 تحول مبنى الكنيسة إلى مخزن. وخلال الحرب العالمية الثانية، عندما كانت احتُلت مدينة كونستانتينوفسك من قبل قوات الفيرماخت، كان يستخدم المبنى مخزناً للذخائر، وسرعان ما تم تسليمها إلى المجتمع الأرثوذكسي (الذي تم تسجيله رسميا في عام 1945) مرة أخرى. واستمرت الليتورجيات هناك حتى أواخر الستينيات.
وفي أوائل الستينيات، تم تجديد الكنيسة وأُعيد تزيينها من الداخل.
في عام 1988، تم نقل كنيسة الشفاعة إلى الكنيسة الأرثوذكسية الروسية، ومنذ ذلك الحين والليتورجيات تقام هناك.